# Portrait de Francesco Maria della Rovere (Titien)
Pour les articles homonymes, voir Portrait de Francesco Maria Della Rovere.
Le Portrait de Francesco Maria della Rovere est un tableau réalisé vers 1537 par le peintre italien Titien. Cette huile sur toile est un portrait de François Marie Ier della Rovere en armure qui a pour pendant le Portrait d'Eleonora Gonzaga della Rovere, où l'artiste a peint son épouse. Tous deux sont conservés à la galerie des Offices, à Florence.

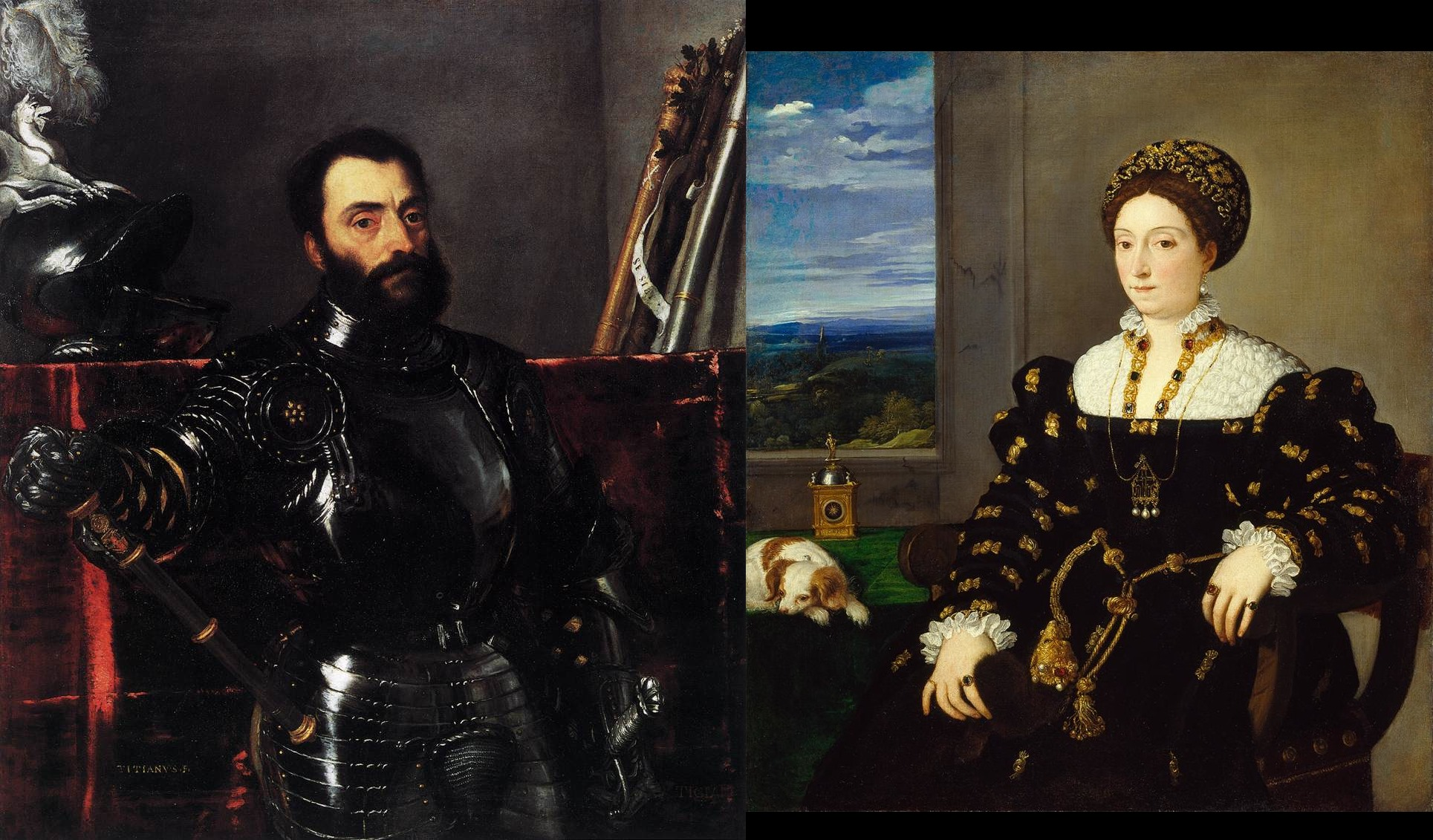
Les deux portraits côte à côte aux Offices.